# Villefranque (Altos Pirineos)
 Villefranque  es una comuna y población de Francia, en la región de Mediodía-Pirineos, departamento de Altos Pirineos, en el distrito de Tarbes y cantón de Castelnau-Rivière-Basse.
Su población en el censo de 1999 era de 85 habitantes.
Está integrada en la Communauté de communes Les Castels.